# Pardosa flammula
Pardosa flammula là một loài nhện trong họ Lycosidae.
Loài này thuộc chi Pardosa. Pardosa flammula được Cândido Firmino de Mello-Leitão miêu tả năm 1945.